# Nóż bojowy M3

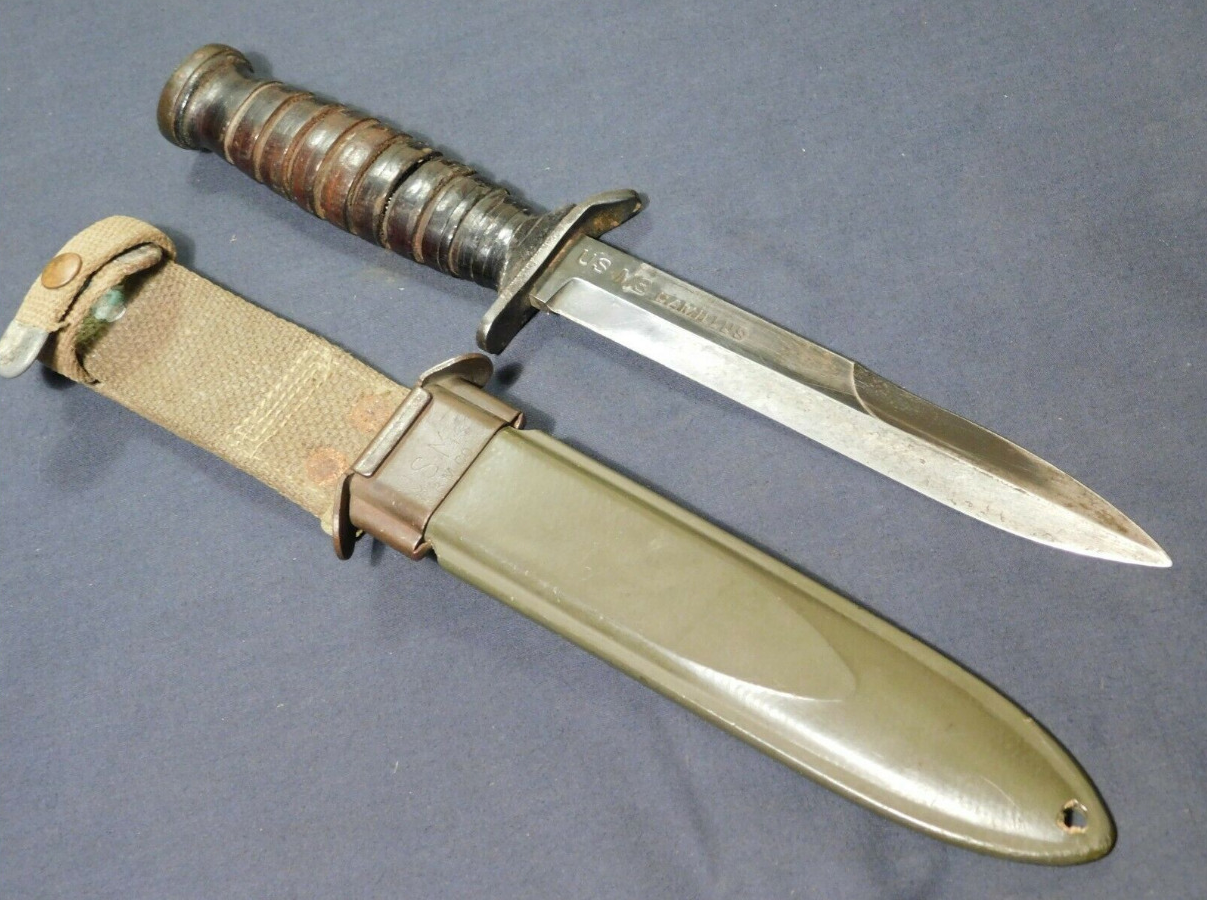
Nóż bojowy M3

Nóż bojowy M3 (ang. Fighting Knife), znany także jako M3 Trench Knife – amerykański nóż wojskowy opracowany w 1943 r.

## Nóż
Nóż M3 był na wyposażeniu żołnierzy, którzy nie potrzebowali bagnetu lub używali broni, która nie dawała możliwości jego mocowania. Używany między innymi przez żołnierzy elitarnych jednostek takich jak 101 Dywizja Powietrznodesantowa, którzy zazwyczaj nosili go przypiętego do łydki.
Projekt noża M3 stał się podstawą do stworzenia bagnetu M4, stosowanego później z karabinkiem M1.
Długość całkowita wynosiła 29,2 cm. Ostrze liczyło 16,9 cm i z jednej strony naostrzone było na całej długości, a z drugiej na odcinku 8,8 cm, mierząc od początku sztychu. Szerokość głowni wynosiła 22 mm a grubość 4,8 mm. Rękojeść wykonana była z 6 lub 8 skórzanych krążków nałożonych na trzpień rękojeści.

## Pochwa
Oryginalną pochwą dla noża M3 była skórzana, wprowadzona razem z nim w 1943 r. pochwa M6. Wykonana z dwóch zszytych kawałków skóry, z metalową płytką znajdującą się przy końcu płaszcza pochwy. Na jego końcu, przez dziurkę przeplecione były dwa skórzane rzemyki, które przywiązywano do nogi (co stabilizowało całość i ułatwiało wyjmowanie noża z giętkiej pochwy). Szwy wzmocniono podwójnymi nitami, a jako mocowanie do pasa użyto żabek M1910. Często skracano pochwę o kilka centymetrów, by pozbyć się metalowej żabki na górze, która przeszkadzała przy noszeniu noża na nodze.
Niecały rok po prowadzeniu pochwy M6 do służby, została ona zastąpiona pochwą M8 lub M8A1, używaną docelowo z bagnetem M5.